# 維爾德曼德山

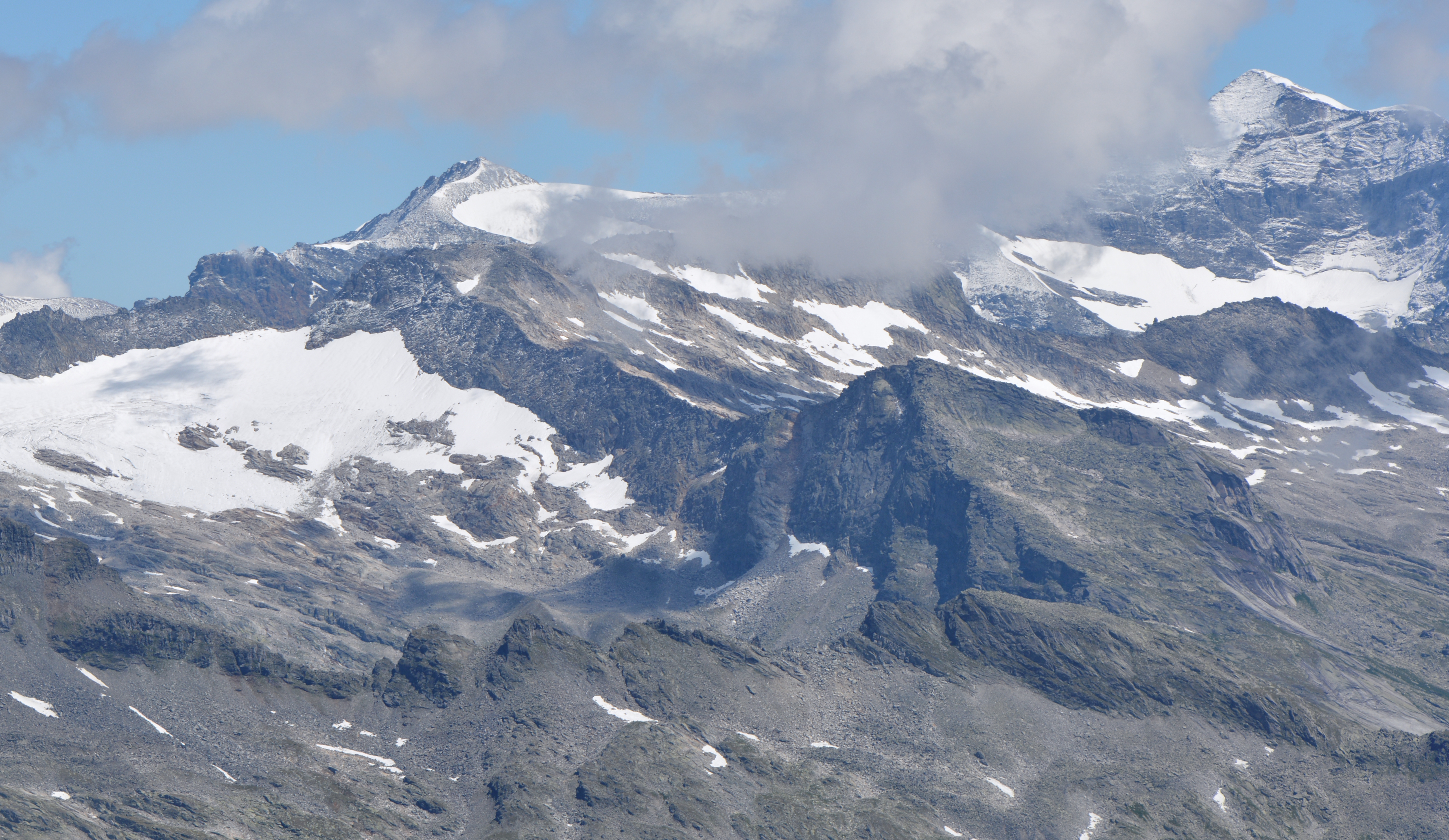

47°06′26″N 12°32′48″E / 47.10715°N 12.54653°E
維爾德曼德山（德語：Wilde Mander），是奧地利的山峰，位於該國西部，由蒂羅爾州負責管轄，屬於格拉納特山脈的一部分，海拔高度2,668米，每年平均降雨量2,073毫米。